# Hoppea dichotoma
Hoppea dichotoma är en gentianaväxtart som beskrevs av Friedrich Gottlob Hayne och Carl Ludwig von Willdenow. Hoppea dichotoma ingår i släktet Hoppea och familjen gentianaväxter. Inga underarter finns listade i Catalogue of Life.